# John Tengo Jabavu

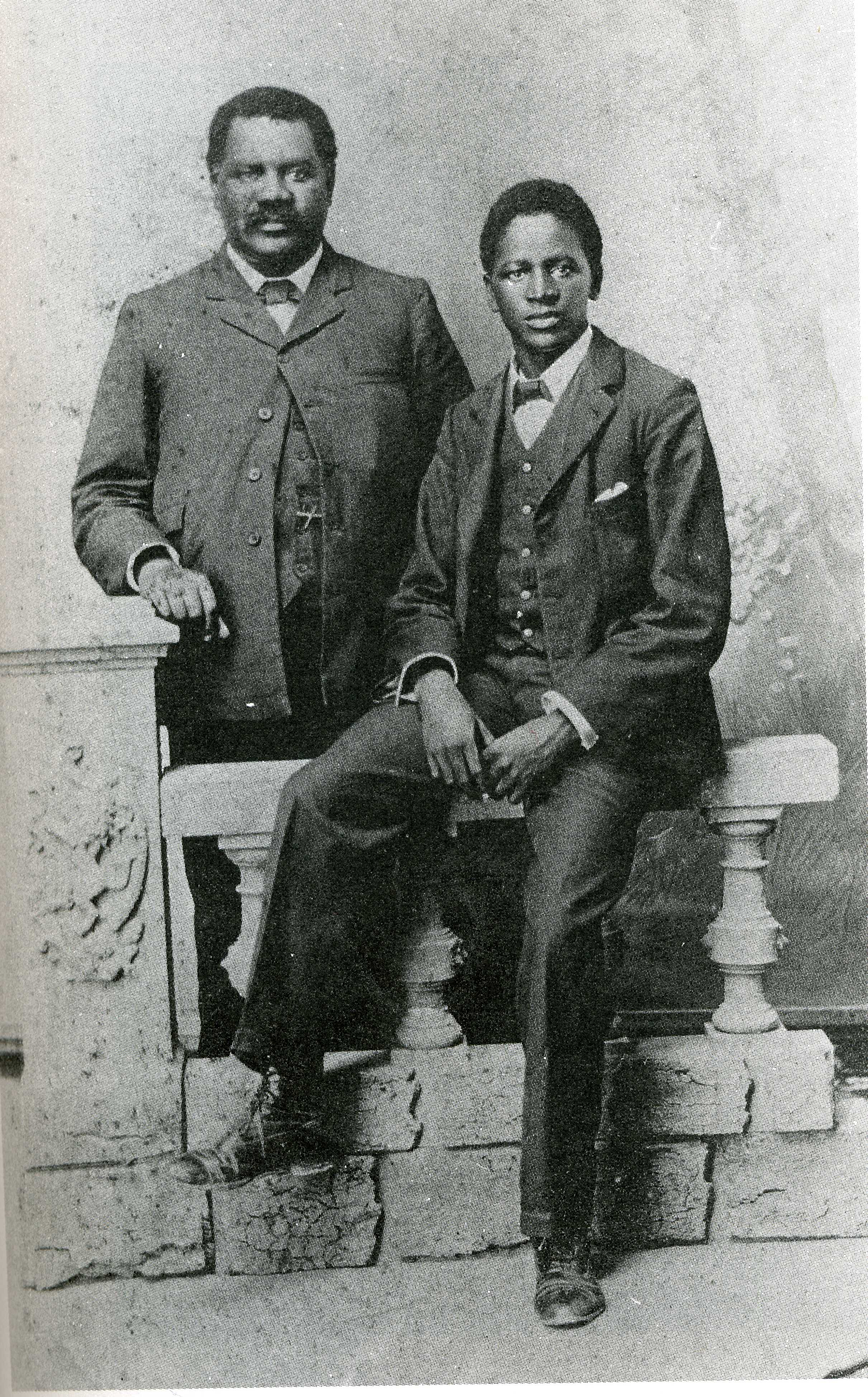
Jabavu wraz z synem

John Tengo Jabavu (ur. 11 stycznia 1859 w dystrykcie Healdtown, zm. 10 września 1921 w Fort Hare) – działacz na rzecz praw ludności czarnoskórej w Południowej Afryce.
Urodził się w rodzinie nawróconej na chrześcijaństwo. Był nauczycielem, od 1881 redagował także pismo Isigdimi sama Xhosa. Od 1884 wydawał Imvo Zabantsundu, periodyk będący ważnym środkiem wyrazu poglądów społeczności Xhosa. Przez część środowisk aktywistów na rzecz ludności afrykańskiej oskarżany o zbytnią ugodowość względem białych, udzielał przez pewien czas wsparcia partii Afrikaner Bond. W 1909 był członkiem delegacji zabiegającej w Londynie o zawarcie w konstytucji ZPA praw dla ludności czarnej, w 1912 powołał Południowoafrykański Kongres Rasy (SARC). Poparł Ustawę ziemską dla tubylców (Natives Land Act, 1913) w efekcie czego utracił znaczenie polityczne. W ostatnich latach życia intensywnie wspierał edukację czarnoskórych w ZPA (był jednym z inicjatorów powstania uniwersytetu w Fort Hare, 1916).